# (32941) 1995 UY4
1995 يو واي 4 (ويعرف أيضًا باسم (32941) 1995 يو واي 4 وفق تسمية الكوكب الصغير) (بالإنجليزية: 1995 UY4)‏ هو كويكب ضمن حزام الكويكبات؛ وترتيبه 32941 من حيث الاكتشاف.
اكتُشف هذا الجُرم الفلكي بواسطة Augusto Testa ‏ في 24 أكتوبر 1995.

## وصلات خارجية
- (32941) 1995 UY4 في قاعدة بيانات مختبر الدفع النفاث لأجرام النظام الشمسي الصغيرة

- الاكتشاف · مخطط المدار ·  العناصر المدارية · المعلمات المادية

- (32941) 1995 UY4 على موقع ويكي سكاي: DSS2, SDSS, GALEX, IRAS, Hydrogen α, X-Ray, Astrophoto, Sky Map, Articles and images